# فارغ‌التحصیل بیکار (فیلم)
فارغ‌التحصیل بیکار (به هندی: Velaiilla Pattadhari) فیلمی است محصول سال ۲۰۱۴ و به کارگردانی ولراج است. در این فیلم بازیگرانی همچون دنوش، امالا پال، ویویک، سارانیا پونوانان، هیریشیکش ایفای نقش کرده‌اند.
در سال ۲۰۱۷ دنباله این فیلم با نام فارغ‌التحصیل بیکار ۲ ساخته شد.